# Ночі повного місяця
«Ночі повного місяця» («Ночи полнолуния») — радянський художній фільм 1990 року, знятий режисером Дмитром Фроловим.

## Сюжет
Фільм «Ночі повного місяця» — про пошуки свободи в тоталітарному світі. Головного героя роздирають внутрішні протиріччя, які приводять його на шлях Зла. Заборони на самоідентифікацію — філософську, екзистенціальну, сексуальну — породжують монстра, який не усвідомлює своєї справжньої натури і справжніх бажань. Прихованого гомосексуаліста, який не бажає зрозуміти і прийняти себе таким, яким він є, чекає довга дорога до себе, всіяна трупами…

## У ролях
- Ориза Тризняк — головна роль
- Микола Муравйов — роль другого плану
- Дмитро Фролов — роль другого плану
- Володимир Золотар — роль другого плану
- Дмитро Шибанов — роль другого плану
- Наталія Суркова — роль другого плану
- Петро Креміс — роль другого плану

## Знімальна група
- Режисер — Дмитро Фролов
- Сценарист — Дмитро Фролов
- Художники — Андрій Мельник, Костянтин Ареф'єв, Дмитро Фролов